# Esmintopsinis
Els esmintopsinis (Sminthopsini) són una tribu de marsupials de la subfamília dels esmintopsins.

## Classificació
- Tribu Sminthopsini
  - Gènere Antechinomys
    - Jerbu marsupial, Antechinomys laniger

  - Gènere Ningaui
    - Ratolí marsupial de Ride, Ningaui ridei
    - Ratolí marsupial de Tim Ealey, Ningaui timealeyi
    - Ratolí marsupial de Yvonne, Ningaui yvonnae

  - Gènere Sminthopsis
    - Grup d'espècies S. crassicaudata
      - Ratolí marsupial cuagruixut, Sminthopsis crassicaudata

    - Grup d'espècies S. macroura
      - Ratolí marsupial de Kakadu, Sminthopsis bindi
      - Ratolí marsupial de Butler, Sminthopsis butleri
      - Ratolí marsupial de Douglas, Sminthopsis douglasi
      - Ratolí marsupial de cara ratllada, Sminthopsis macroura
      - Ratolí marsupial de galtes vermelles, Sminthopsis virginiae

    - Grup d'espècies S. granulipes
      - Ratolí marsupial cuablanc, Sminthopsis granulipes

    - Grup d'espècies S. griseoventer
      - Ratolí marsupial d'Aitken, Sminthopsis aitkeni
      - Ratolí marsupial de Boullanger Island, Sminthopsis boullangerensis
      - Ratolí marsupial de ventre gris, Sminthopsis griseoventer

    - Grup d'espècies S. longicaudata
      - Ratolí marsupial cuallarg, Sminthopsis longicaudata

    - Grup d'espècies S. murina
      - Ratolí marsupial d'Archer, Sminthopsis archeri
      - Ratolí marsupial cuallarg petit, Sminthopsis dolichura
      - Ratolí marsupial fuliginós, Sminthopsis fulginosus
      - Ratolí marsupial de Gilbert, Sminthopsis gilberti
      - Ratolí marsupial de peus blancs, Sminthopsis leucopus
      - Ratolí marsupial cuaprim, Sminthopsis murina

    - Grup d'espècies S. psammophila
      - Ratolí marsupial de peus peluts, Sminthopsis hirtipes
      - Ratolí marsupial d'Ooldea, Sminthopsis ooldea
      - Ratolí marsupial del desert, Sminthopsis psammophila
      - Ratolí marsupial de Youngson, Sminthopsis youngsoni